# Henk Smit

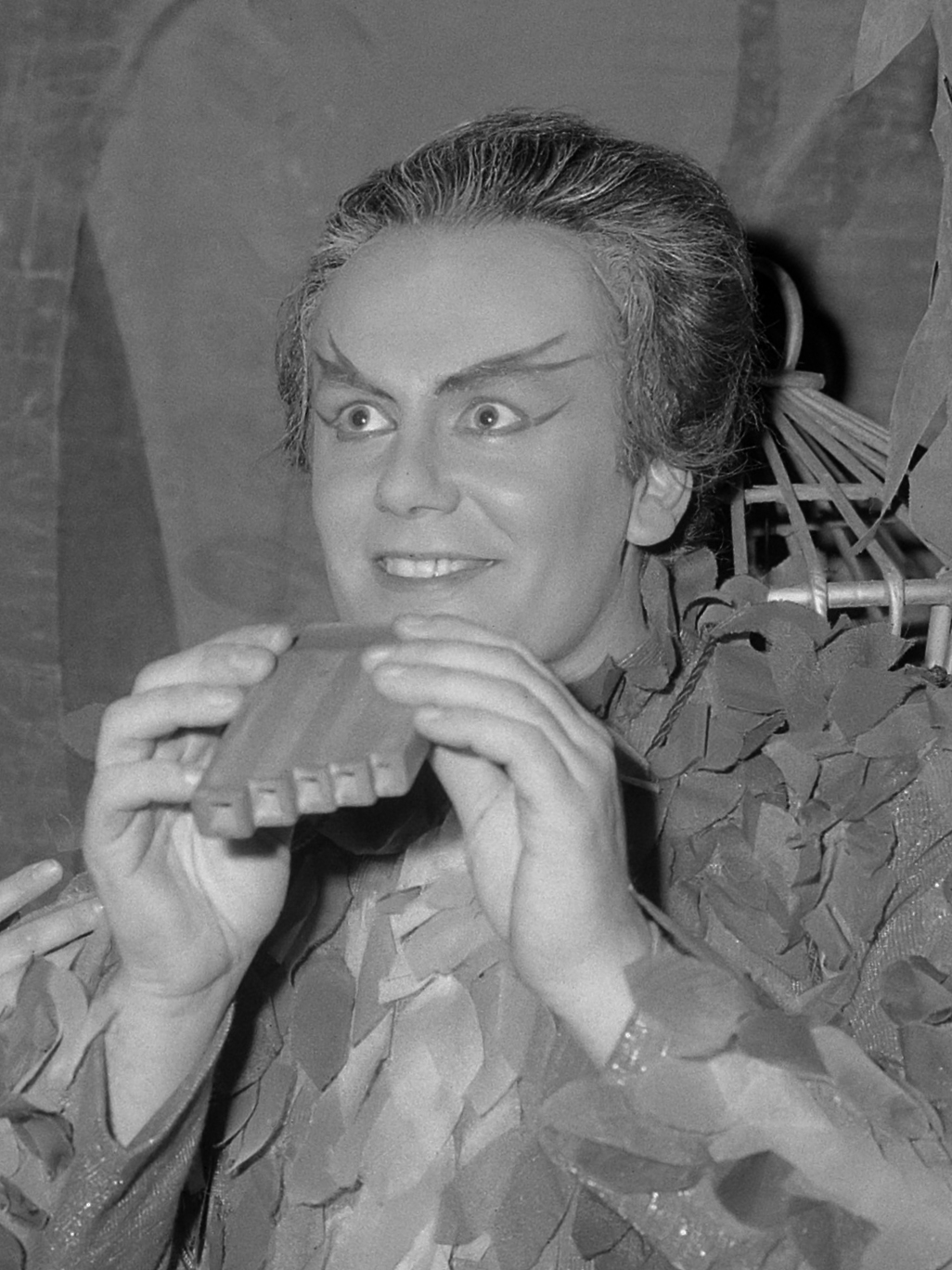
Henk Smit als Papageno (1964)

Henk Smit (Surhuisterveen, 25 mei 1932 - Parijs, 17 juli 2010) was een Nederlandse bas-bariton.

## Jeugd en opleiding
Henk Smit werd geboren in Surhuisterveen. Smit studeerde eerst aan het conservatorium van Toronto. Hij vervolgde zijn opleiding aan het conservatorium van Amsterdam bij Felix Hupka en Hermann Schey. In 1961 hoorde hij bij de prijswinnaars van het Internationaal Vocalisten Concours 's-Hertogenbosch.

## Loopbaan
Smit begon zijn loopbaan als echte bas. Later zong hij ook dramatische bas-baritonrollen. Hij zong vele operarollen, waaronder Alberich in Das Rheingold (1997) en Götterdämmerung (1999) van Richard Wagner bij De Nederlandse Opera. Hij debuteerde daar als Scarpia in Tosca in 1958. Verder zong hij bij het Nederlandse operahuis o.m. Der fliegende Holländer, Simon Boccanegra, Blauwbaard in Béla Bartóks Hertog Blauwbaards burcht, Ramphis in Aida, Sharpless in Madama Butterfly en Zaccaria in Nabucco. Smit trad o.m. ook op bij de Salzburger Festspiele, waar hij in 1998 in Janacèks Kát'a Kabanová zong.
- Bibliothèque nationale de France: cb14228155z (data)
- Gemeinsame Normdatei: 1100323821
- International Standard Name Identifier: 0000 0004 4304 2972
- Library of Congress Control Number: n87823775
- MusicBrainz: e9377a44-b691-4ae9-9ddc-7165dc79eb20
- Nationale Bibliotheek van Israël: 987007344686305171
- Nederlandse Thesaurus van Auteursnamen: 328532061
- Réseau des bibliothèques de Suisse occidentale: 02-A013427518
- Virtual International Authority File: 207785461
- WorldCat: E39PBJmTmgb3MT4WqRhmBdDjG3